# Escapism (álbum de Fallulah)
Escapism es el segundo álbum de estudio de la cantante Danesa Fallulah, este álbum fue publicado el 4 de febrero de 2013, bajo la firma discográfica de Sony Music y RCA, que ya se tenía planeado que sería lanzado 3 años después de su primer álbum de estudio muy famoso The Black Cat Neighbourhood, igual que su antecesor fue una joya de la música Pop, Indie Pop, Neofolk, pero tuvo un éxito más moderado, que no fue tan alto como su álbum antecesor tuvo muy buenas canciones un tanto muy buenas y con una excelente tonalidad.
Escapism tiene una tonalidad muy buena como dando a entender una expresión y actitud feliz, relajada, y soñadora.
Fallulah confesó haber elegido el título Escapism , porque ella se describe como "un sueño" y explica una idea concreta de lo que es el  " Escapismo" . Es probablemente algo en lo que más puede relacionarse con el y poder decir ser bueno y malo. 
"A veces sólo necesita guardar de la vida cotidiana y se hunden en la serie de televisión quijotesca. he ciertamente necesito a veces. Pero todo puede ir de las manos, y hay muchas oportunidades para escapar de la realidad hoy en día, y hay muchos que lo hacen ".
El álbum no tuvo un grande éxito comercial como su álbum debut The Black Cat Neighbourhood (2010). Escapism debutó en el número dos en la lista de álbumes , con 626 copias vendidas en su primera semana. El álbum pasó cinco semanas en el top 40.

## Antecedentes
Escapism es el segundo álbum de Fallulah, siendo totalmente diferente a su antecesor The Black Cat Neighbourhood en pocas palabras es muy diferente, este álbum no fue muy popular, pero dentro de lo que cabe fue certificado con Oro, en Dinamarca.
Tiempo antes se lanzaron los "Singles o "Sencillos" el primero fue "Superfishyality", la canción habla del amor y el odio en una relación, tiempo después lanzó el sencillo "Dried-Out Cities", esta canción habla de estar en una relación y estar entre una grieta, y pensar a futuro de lo que puede ser nuestras vidas, "Your Skin es una canción que habla de que es lo que siente la otra persona y el hecho de ver que nada es fácil, y así poder comprender que todos tenemos problemas.

## Sencillos
"Superfishyality" fue lanzado como el primer sencillo de Escapism el 8 de octubre de 2012. La canción fue elegida posteriormente hacia P3 inevitable .  El título se refiere a la industria de la música, explicando donde ella tiene una relación de amor / odio  
"Vivo para escribir canciones sean en el estudio y reproducirlos para mis fans. Pero todo lo que está pasando en las alas, me pegan a veces lejos del cuello. "
```
"Superfishyality"  es actuar de acuerdo con  
Fallulah
 sobre su "intento de navegar en el mundo que puede ser increíble, pero también podrido y poco profundo."
```

El 11 de enero de 2013 lanzó otro single, "Dried-Out Cities". "La canción es acerca de "estar en una relación y la grieta, se puede tener cuando se es grande, y que en el largo plazo es un gusto establecerse y tener hijos y tomar un préstamo grande en el banco, para que pueda comprar un apartamento o una casa ", según Fallulah.

## Cronología de sencillos
1.- "Superfishyality"
Lanzado: 8 de octubre de 2012
2.- "Dried-Out Cities"
Lanzado: 11 de enero de 2013
3.- "Your Skin"
Lanzado: 13 de marzo de 2013

## Lista de canciones
| Escapism |                                                               |                             |                             |          |  |
| N.º      | Título                                                        | Escritor(es)                | Productor(es)               | Duración |  |
| 1.       | «Deserted Homes»                                              | Maria Apetri                | Maria Apetri                | 4:13     |  |
| 2.       | «Mares»                                                       | Maria Apetri, The Rural     | Maria Apetri, The Rural     | 3:40     |  |
| 3.       | «Dried-Out Cities»                                            | Maria Apetri                | Maria Apetri                | 4:23     |  |
| 4.       | «Escapism»                                                    | Maria Apetri                | Maria Apetri                | 3:37     |  |
| 5.       | «Superfishyality»                                             | Maria Apetri, Liam Howe     | Liam Howe                   | 3:16     |  |
| 6.       | «Come into My Heart»                                          | Maria Apetri, James Bryan   | James Bryan                 | 4:15     |  |
| 7.       | «Graveyard of Love»                                           | Maria Apetri                | Liam Howe                   | 3:55     |  |
| 8.       | «Dragon»                                                      | Maria Apetri                | Maria Apetri, Tore Nissen   | 3:06     |  |
| 9.       | «Your Skin»                                                   | Maria Apetri                | Maria Apetri, Tore Nissen   | 3:34     |  |
| 10.      | «13th Cigarette»                                              | Maria Apetri, Justin Parker | Maria Apetri, Justin Parker | 4:10     |  |
| 11.      | «Car Window»                                                  | Maria Apetri                | Maria Apetri                | 3:29     |  |
| 12.      | «Hurricane» (versión) (pista adicional)                       | The Rayees                  | Maria Apetri                | 3:01     |  |
| 13.      | «He'll Break Up with You When Summer Comes» (pista adicional) | Maria Apetri                | Maria Apetri                | 2:56     |  |
| 46:23    |                                                               |                             |                             |          |  |